# Смак

Традиційні уявлення про те, що на язиці рецептори гіркого розташовані переважно в зоні 1, кислого — 2, солоного — 3, солодкого — 4

Смак у фізіології — один із видів хеморецепції; відчуття, що виникає в ротовій порожнині під дією різних речовин, переважно на рецептори смаку. У людини відчуття смаку виникає за участю інших рецепторів. Додатковий смак у чому-небудь називається присмаком.

Орган смаку (organum gustus) — периферійна частина смакового аналізатора, представлена рецепторними епітеліальними клітинами язика. Є чотири види сосочків: ниткоподібні (papillae filiformes), грибоподібні (papillae fungiformes), жолобкуваті (papillae vallatae) і листоподібні (papillae foliatae). Всі сосочки є похідними слизової оболонки. Поверхня сосочків утворена багатошаровим плоским епітелієм, який не роговіє або частково роговіє (у ниткоподібних сосочках) та лежить на базальній мембрані.

## Історія
Письмові свідчення підтверджують, що з давніх часів люди розрізняли солодкий, гіркий, кислий, солоний смаки. Крім того, сучасна людина в різних країнах може розпізнавати такі смаки, як умамі, терпкий, пекучий, лужний, терпкий та ін.[джерело?]
Кінчик язика дещо більш чутливий до солодкого, бічні його поверхні — до кислого і солоного, основа — до гіркого.
Сучасне вивчення сприйняття смаку показує, що Гіппократова чотирикомпонентна координатна схема смакового сприйняття є дуже приблизною. Наявні типи рецепторів смаку можуть передавати сигнали від різних речовин-стимулів, дія яких помітно інтерферує, особливо залежно від їхньої концентрації.
Вислів «Про смаки не сперечаються» (варіант: «На колір і смак товариш не всяк», жарт. «На смак і колір усі фломастери різні»), відомий в багатьох мовах, чудово ілюструє розуміння людьми нечіткості та розпливчастості описів смаку, слабке диференціювання основних понять, величезні відмінності в чуттєвому сприйнятті у різних народів, і навіть у різних людей, в межах одного етносу.
Умамі визнали п'ятим фундаментальним смаком тільки в 1980-х роках. Обговорюються сьогодні й нові смаки, для яких поки що не виявлено рецепторів: наприклад, металевий смак (цинк, залізо), смак кальцію, лакричний, смак жиру, смак чистої води. Раніше вважалося, що «жирний смак» — це просто специфічна текстура і запах, але дослідження на гризунах, проведені японськими вченими в 1997 році, показали, що їх смакова система розпізнає і ліпіди, пропонується низка кандидатів на рецептор жиру (зокрема рецептор CD36), проте остаточної думки науковці не мають.

## Приклади чистих і змішаних смаків
Чисто солодкий смак у глюкози, чисто солоний у кухонної солі, чисто гіркий у розчині хініну, чисто кислий у лайма.
Смак умамі характерний для білкових продуктів: м'яса, риби та бульйонів на їх основі. Цей смак виникає в порожнині рота, коли їсти помідори та м'ясо. Глутамінова кислота та глутамат натрію — найвідоміші смакові добавки, які мають цей смак і широко використовуються для виготовлення концентратів супів, ковбас та іншого.
Кислий і солодкий смаки чудово поєднуються і здаються приємними, в той час, як гіркий, солоний і кислий смаки зазвичай неприємні. Гіркий смак свідчить найчастіше про те, що продукти можуть бути отруйними.

## Порушення смакових відчуттів

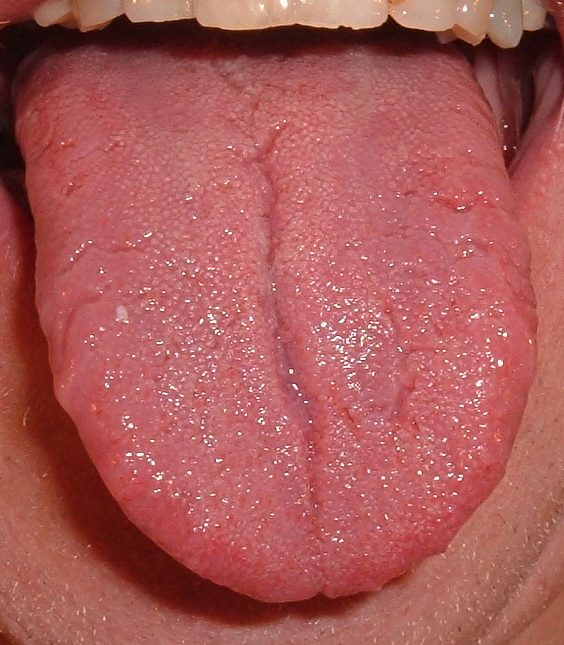
Язик людини

Порушення смаку можуть бути якісними або кількісними. Якісний розлад — це змінене сприйняття смакових подразників або відчуття смаку, хоча джерело смаку відсутнє (фантогезія). При парагевзії змінюється сприйняття смаку або постійно відчувається сильний післясмак, часто гіркий або металевий. Особливою формою є синдром печіння в роті (постійне печіння в роті). Кількісні розлади — це підвищена чутливість до смакових подразників (гіпергевзія), зниження сприйняття смаку рецепторами або повна втрата здатності відчувати смак (агевзія), іноді лише до певних смакових якостей.
У рідкісних випадках розлад смаку є вродженим, зазвичай це «смакова сліпота» до певних смакових якостей. Пошкодження смакових рецепторів може виникати при різних захворюваннях, наприклад, при метаболічних захворюваннях, таких як цукровий діабет, захворюваннях печінки та нирок, запаленні язика (глосит), гормональних розладах, синдромі Шегрена, гіпотиреозі, синдромі Кушинга, а також внаслідок пошкодження черепно-мозкових нервів, що беруть участь у сприйнятті смаку. Черепно-мозкова травма в рідкісних випадках може призвести до синдрому аносмії-агевзії, тобто повної втрати нюху та смаку. Епілептичним припадкам також можуть передувати смакові галюцинації у вигляді судом.
Як побічний ефект деяких ліків може виникнути (тимчасове) порушення смаку, наприклад, при прийомі хлоргексидину, пеніциламіну або цитостатиків, а також як тимчасовий наслідок хіміотерапії. Дефіцит вітамінів, а також нестача певних мікроелементів (цинку, нікелю, міді) може змінити смакові відчуття, але також погана гігієна порожнини рота. На короткий час відчуття смаку порушується, коли людина «обпікає» язик. Також доведено, що регулярне куріння змінює і погіршує сприйняття смаку.
Набагато частіше, ніж розлади смакового сприйняття, зустрічаються розлади смаку внаслідок порушення нюхового сприйняття. У разі повної втрати нюхового сприйняття (аносмія), диференційований смак також більше не може сприйматися, що часто призводить до втрати апетиту до будь-якої їжі у постраждалих.
Люди похилого віку особливо потерпають через розлади нюху та смаку. За оцінками, близько трьох-семи відсотків населення в західному світі має розлади нюху, а у віковій групі старше 65 років ця цифра становить 60-75 відсотків. Розлади нюху також часто виникають як наслідок хвороб Альцгеймера і Паркінсона. Питання про те, чи порушується у цих людей також і смак, є науково спірним.
Дослідження показали, що поріг сприйняття смакових подразників з віком підвищується, причому найменше страждає сприйняття солодких подразників. Тривалий час вважалося, що зменшення кількості смакових рецепторів на язиці є причиною погіршення смакового сприйняття в старості, однак зараз це припущення вважається застарілим. Натомість припускають, що функція рецепторів знижується. Певний вплив також може мати зменшення слиновиділення.
Поширеною помилкою є те, що пірсинг язика може вплинути на відчуття смаку. Більшість пірсингів язика розміщуються в центрі язика, де дуже мало смакових рецепторів, якщо вони взагалі є. Лише в дуже рідкісних виняткових випадках пірсинг язика може вплинути на відчуття смаку власника пірсингу.